# Paul Dietrich (Künstler)
Paul Dietrich (* 1. April 1907 in Neustadt im Schwarzwald; † 23. Dezember 1991 in Waldshut) war ein deutscher Gebrauchsgrafiker, Maler und Gründer der privaten Bodensee-Kunstschule in Konstanz.

## Leben
Paul Dietrich wurde am 1. April 1907 in Neustadt im Schwarzwald geboren. Seine künstlerische Ausbildung erhielt er an den Kunstgewerbeschulen Stuttgart bei Ernst Schneidler und München bei Fritz Helmuth Ehmcke sowie an der Badischen Landeskunstschule in Karlsruhe bei Wilhelm Schnarrenberger. Daraufhin folgten 1928 Lehr- und Wanderjahre, die ihn unter anderem nach Köln, mit Teilnahme an der „Pressa“ und nach Zürich ins Art. Institut Orell Füssli AG führten.
Von 1932 bis 1937 betätigte sich Dietrich als freischaffender Gebrauchsgraphiker in Freiburg im Breisgau. Anschließend zog er nach Berlin, wo er ab 1939 vier Jahre lang als Professor an der Staatlichen Hochschule für Kunsterziehung tätig war. Nach Kriegsdienst und Gefangenschaft zog er an den Bodensee, zunächst nach Bodman und später nach Konstanz. Dort betätigte er sich abermals als freischaffender Graphiker. Er arbeitete außerdem für die Wirtschaft, öffentliche Institutionen und erhielt Aufträge von der Deutschen Bundesbahn, der Bundespost sowie der Deutschen Zentrale für den Fremdenverkehr.
Gemeinsam mit seiner Frau Gretel Dietrich-Schopen (1903–1999) gründete Paul Dietrich 1962 die „Bodensee-Kunstschule“ in Konstanz. Die Idee hierfür entstand bereits 1950, scheiterte allerdings an fehlenden Räumlichkeiten. Nachdem die Bodensee-Kunstschule 1962 in der Zeppelin-Gewerbeschule in Konstanz eröffnet werden konnte, wechselte sie drei Jahre später in die Villa Prym, wodurch sich die Studierendenzahl verdoppeln konnte. Bis 1985 leiteten Paul und Gretel Dietrich(-Schopen) die Schule gemeinsam. Nach ihrem Ruhestand, aber noch unter ihrem Mitwirken, wurde die Bodensee-Kunstschule als „Institut für Kommunikationsdesign“ an die Fachhochschule Konstanz angegliedert. Paul Dietrich verstarb am 23. Dezember 1991 im Alter von 84 Jahren in Waldshut.
Seit 2012 erinnert die Paul-und-Gretel-Dietrich-Straße in Konstanz an seine Frau und ihn.

## Künstlerisches Schaffen
In seiner Zeit in Freiburg widmete Dietrich sich vor allem der Buchgestaltung und -illustration sowie der Plakatgestaltung. Insbesondere seine Plakate für den Fremdenverkehr waren in den 1930er-Jahren sehr gefragt.
Auch in seiner Zeit als freischaffender Graphiker am Bodensee widmete er sich vorrangig dem Fremdenverkehr durch Buchillustrationen, Plakatentwürfe und dem Design von Firmen-Signets. 
Er befasste sich außerdem mit Gestaltung von Briefmarken, zum Teil wurde er direkt von der Deutschen Bundespost beauftragt und teilweise nahm er an Wettbewerben teil.

## Werke (Auswahl)
- Paul Dietrich: Hegau Landschaft; 1950, Aquarell auf Papier; 29,5 × 44 cm; Privatbesitz
- Paul Dietrich: Plakat Erholung im Schwarzwald; 1950; gedrucktes Plakat; 118 × 84,1 cm; Städtische Wessenberg-Galerie Konstanz (Depositum Kunstverein)
- Paul Dietrich: Plakatentwurf „Bodensee“; 1948; Gouache auf Malkarton; 59 × 42 cm; Städtische Wessenberg-Galerie Konstanz (Depositum Kunstverein)
- Paul Dietrich: Selbstportrait; 1947; Öl auf Leinwand; 59 × 44,3 cm; Städtische Wessenberg-Galerie Konstanz
- Paul Dietrich: 20 Pfennig Briefmarke Dr. Leo Baeck; 3,3 × 2,8 cm; Städtische Wessenberg-Galerie Konstanz